# Perisphincter tisiphone
Perisphincter tisiphone là một loài tò vò trong họ Ichneumonidae.